# چم قاسمعلی یک
چم قاسمعلی یک، روستایی از توابع بخش مرکزی شهرستان رامهرمز در استان خوزستان ایران است.
'طایفه کلاه کج،'یکی از معروف ترین طایفه ها در این روستااست.که طی چند سال از آنجا کوچ کردن و به روستاها و شهرهای اطراف مهاجرت کردند،وتعدادکمی فقط دراین روستا مانده‌اند،

## جمعیت
این روستا در دهستان حومه‌شرقی قرار دارد و براساس سرشماری مرکز آمار ایران در سال ۱۳۸۵، جمعیت آن ۸۵ نفر (۱۷خانوار) بوده‌است.